# Acanthodelta mania
Acanthodelta mania är en fjärilsart som beskrevs av Felder 1874. Acanthodelta mania ingår i släktet Acanthodelta och familjen nattflyn. Inga underarter finns listade i Catalogue of Life.